# ジェームズ・ダグラス (第11代モートン伯爵)
第11代モートン伯爵ジェームズ・ダグラス（英語: James Douglas, 11th Earl of Morton PC、1650年頃 – 1715年12月7日）は、スコットランド貴族。

## 生涯
第10代モートン伯爵ジェームズ・ダグラスとアン・ヘイ（Anne Hay）の次男（長男チャールズは早世）として、1650年頃に生まれた。
1686年8月25日に父が死去すると、モートン伯爵の爵位を継承した。1688年に勃発した名誉革命ではウィリアム3世を支持、1707年のイングランドとスコットランドの合併も支持した。また、アン女王によって枢密顧問官に任命された。
1662年に家領として与えられたシェトランド諸島とオークニー諸島（北部諸島）は1669年12月27日にスコットランド議会の議案で王領に併合されたが、第11代モートン伯爵は1707年に議会に働きかけて1669年の議案を撤廃する議案を通過させ、諸島を取り戻した（3万ポンドで買い戻せるとの条件つき）。
1715年12月7日に死去、生涯未婚だったため弟ロバートが爵位を継承した。